# Yvonne Degraine
Yvonne Blanche Louise Degraine (París, 7 d'octubre de 1899 – Talence, Gironde, 26 d'abril de 1985) va ser una nedadora francesa que va competir a començaments del segle xx.
El 1920 va prendre part en els Jocs Olímpics d'Anvers, on va disputar els 100 metres lliures del programa de natació. Quedà eliminada en les semifinals en quedar quarta de la seva sèrie. Es casà amb el ciclista olímpic Lucien Faucheux, però s'acabaren divorciant.